# 유수연
유수연(1972년 1월 22일~ )은 대한민국의 영어 강사, 학원인이다.
경기도 김포군(현 김포시) 출신으로 1995년 강남대학교 경영학과를 졸업하고, 오스트레일리아 로렌 마틴 칼리지에서 코스를 이수하였으며, 영국 애스톤 대학교 대학원에서 경영학 석사 학위를 취득하였다. 이 후 미국 콜로라도주에 있는 하얏트 호텔에서 1년 간 근무하다가, 2001년 귀국하여 토익을 강의하기 시작하였다.
YBM e4u 어학원 강사 및 유수연 영어연구소 소장을 역임하였고, SBS 라디오의 '유수연의 웁스 잉글리시'를 진행하였다. 현재는 유스타 잉글리쉬 어학원 CEO에 재직 중이다.

## 저서
- 2008년 : 20대, 나만의 무대를 세워라
- 2006년 : 유수연 뉴토익 스타 만들기 SET
- 2003년 : 톡톡튀는 유수연의 토익 스타 만들기
- 2003년 : 23살의 선택, 맨땅에 헤딩하기
- 2013년 : 유수연의 독설

## 방송
- 《유수연의 웁스 잉글리시》SBS-FM